# Sebastes babcocki
Sebastes babcocki är en fiskart som först beskrevs av William Francis Thompson, 1915.  Sebastes babcocki ingår i släktet Sebastes och familjen kungsfiskar. Inga underarter finns listade i Catalogue of Life.